# Вышполь
Вышполь (укр. Вишпіль) — село на Украине, основано в 1632 году, находится в Черняховском районе Житомирской области.
Код КОАТУУ — 1825684402. Население по переписи 2001 года составляет 410 человек. Почтовый индекс — 12336. Телефонный код — 4134. Занимает площадь 1,47 км².

## Адрес местного совета
12335, Житомирская область, Черняховский р-н, с.Зороков, ул.Ленина, 51